# Gordel '20-'40
Gordel '20-'40 of Ring '20-'40 zijn benamingen voor de uitbreiding van Amsterdam die ontstond in de periode tussen de Eerste Wereldoorlog en de Tweede Wereldoorlog, de jaren '20 en '30.
Deze uitbreidingen waren nodig vanwege de sterke groei van de Amsterdamse bevolking. In 1929 werd de 750.000e inwoner ingeschreven. Om de uitbreidingen te kunnen realiseren werden in 1921 (grote delen van) de omliggende gemeenten Sloten, Nieuwer-Amstel, Watergraafsmeer, Buiksloot, Nieuwendam en Ransdorp geannexeerd.
Veel woningbouw werd in deze periode gebouwd in de stijl van de Amsterdamse School. Enkele grote uitbreidingsplannen werden gerealiseerd, zoals het Plan Zuid van H.P. Berlage en het Plan West. Voorts werden in deze periode ook belangrijke uitbreidingen gerealiseerd in de Spaarndammerbuurt, Indische Buurt, Watergraafsmeer (Betondorp) en de tuindorpen in Amsterdam-Noord.